# Завьялов, Александр Александрович
Александр Александрович Завьялов (2 июня 1955, Москва, РСФСР, СССР) — советский лыжник, трёхкратный призёр зимних Олимпийских игр, чемпион мира, заслуженный мастер спорта СССР (1982), заслуженный тренер России.
Закончил Московский областной государственный институт физической культуры (МОГИФК, посёлок Малаховка Московской области — 1979).

## Биография
- Бронзовый призёр Олимпийских игр 1980 года (50 км).
- 2-кратный серебряный призёр Олимпийских игр 1984 года (30 км, эстафета 4x10 км).
- Чемпион мира 1982 года (эстафета 4×10 км), серебряный призёр чемпионата мира 1982 (15 км).
- Обладатель Кубка мира (1981, 1983).
- Победитель Универсиады 1978 (30 км, эстафета 4х10 км).
- Чемпион СССР 1979, 1982 (эстафета 4×10 км), 1983 (30 км); серебряный призёр 1980 (эстафета 4×10 км), 1984, 1987 (30 км); бронзовый призёр 1977 (15 км), 1979, 1981 (50 км).
- Обладатель Кубка СССР 1982 (15, 30 км), 1983 (15 км), серебряный призёр 1977 (50 км).

Член правления Комитета национальных и неолимпийских видов спорта России.
Президент Федерации лыжероллерного спорта.

### Победные Кубки мира Александра Завьялова (2)
| Место | Спортсмен          | Очки |
| ----- | ------------------ | ---- |
| 1     | Александр Завьялов |      |
| 2     | Оддвар Бро         |      |
| 3     | Уве Эунли          |      |

| Место | Спортсмен          | Очки |
| ----- | ------------------ | ---- |
| 1     | Александр Завьялов | 122  |
| 2     | Гунде Сван         | 116  |
| 3     | Билл Кох           | 114  |
| 4     | Ян Линдвалл        | 96   |
| 5     | Томас Вассберг     | 94   |

## Награды
- Орден Ленина (1983)
- Медаль «За трудовую доблесть»
- Медаль «За трудовое отличие» (9.04.1980)[1]